# あなたのキスを数えましょう 〜You were mine〜
「あなたのキスを数えましょう 〜You were mine〜」（あなたのキスをかぞえましょう ユー・ワー・マイン）は、 1999年9月15日にワーナーミュージック・ジャパン/DREAM MACHINEから発売された小柳ゆきのデビュー・シングル。CDコードはHDCA-10015。

## 解説
- デビューシングルながらロングヒットとなり、累計73.6万枚（オリコン）を売上[1]。本作の好調を受けて発表された3作目の「あなたのキスを数えましょう Opus II」も30万枚を超える売上となっており、2件合算ではミリオンヒットとなっている。
- 有線でのヘビーローテーションなど、街中での流行実感も高く、JOYSOUNDによる2000年度（平成12年）年間カラオケチャートにおいても2位にランキングされた[3]。リスナー各層の本作品への支持が、4作目「愛情」、5作目「be alive」における日本有線大賞の受賞[4]にもつながることとなった[要出典]。
- 歌詞の内容は失恋をテーマとしており、小柳が失恋直後にレコーディングを行った[5]。

## 収録曲
作詞：高柳恋　作曲・編曲：中崎英也（特記以外）
1. あなたのキスを数えましょう 〜You were mine〜
  - WOWOW放送アニメ『アレクサンダー戦記』主題歌
  - 日本テレビ系『ヤミツキ』エンディング・テーマ
  - kissmark 1999 - 2000年度CMソング
  - 調（転調あり）：イ長調（A）→変ロ長調（B♭）
2. PARADISE
3. 天使のささやき
  - 作詞・作曲：Kenneth Gamble, Leon huff　編曲：今井了介
4. あなたのキスを数えましょう 〜You were mine〜（English Version）
  - 英語訳詞：キング・サーモン
5. あなたのキスを数えましょう 〜You were mine〜 （Instrumental）

## 楽曲の収録アルバム
あなたのキスを数えましょう 〜You were mine〜
- 『FREEDOM』
- 『MY ALL <YUKI KOYANAGI SINGLES 1999-2003>』
- 『The Best Now & Then 〜10th Anniversary〜』 - アレンジ、新録音して収録
- 『THE BEST OF YUKI KOYANAGI ETERNITY 〜15th Anniversary〜』
- 『The Best of Yuki Koyanagi 2015 Here For You 〜Universal Selection〜』 - アレンジ、新録音して収録
- 『SPHERE 〜球宇宙〜』 - アレンジ、新録音して収録

## カバー
あなたのキスを数えましょう 〜You were mine〜
- 香港の歌手・女優、陳慧珊によって、「我還記得我是誰」というタイトルで広東語でカバーされた（2001年6月、作詞は林夕、編曲は林潤明）。
- 韓国では火曜飛が同曲をカバーしている（2004年）。題名は「당신과의 키스를 세어보아요」。
- 杏里によって、アルバム『tears of anri』（2007年9月12日発売）でカバーされた。
- 元MR. BIGのボーカリスト、エリック・マーティンによって、アルバム『MR.VOCALIST』（2008年11月26日発売）でカバーされた。
- AAAのメンバー浦田直也のソロ、URATA NAOYAのカバーアルバム『UNCHANGED』（2013年12月4日発売）でカバーされた。
- JUJU によって、カバーアルバム『Request II』（2014年12月3日発売）でカバーされた。